# Didrik den beträngde
Didrik den beträngde, född 1162, död 18 februari 1221, son till Otto den rike, efterträdde han sin bror Albrekt den stolte som markgreve av Meissen, 1190–1221. 

## Barn
- Hedvig, gift med Didrik V av Kleve
- Otto, död före 1215
- Sofia, gift med Greve Heinrich von Henneberg
- Konrad (illegitim)
- Jutta
- Henrik "der erlauchte"
- Didrik (illegitim)
- Heinrich (illegitim)